# Хентай

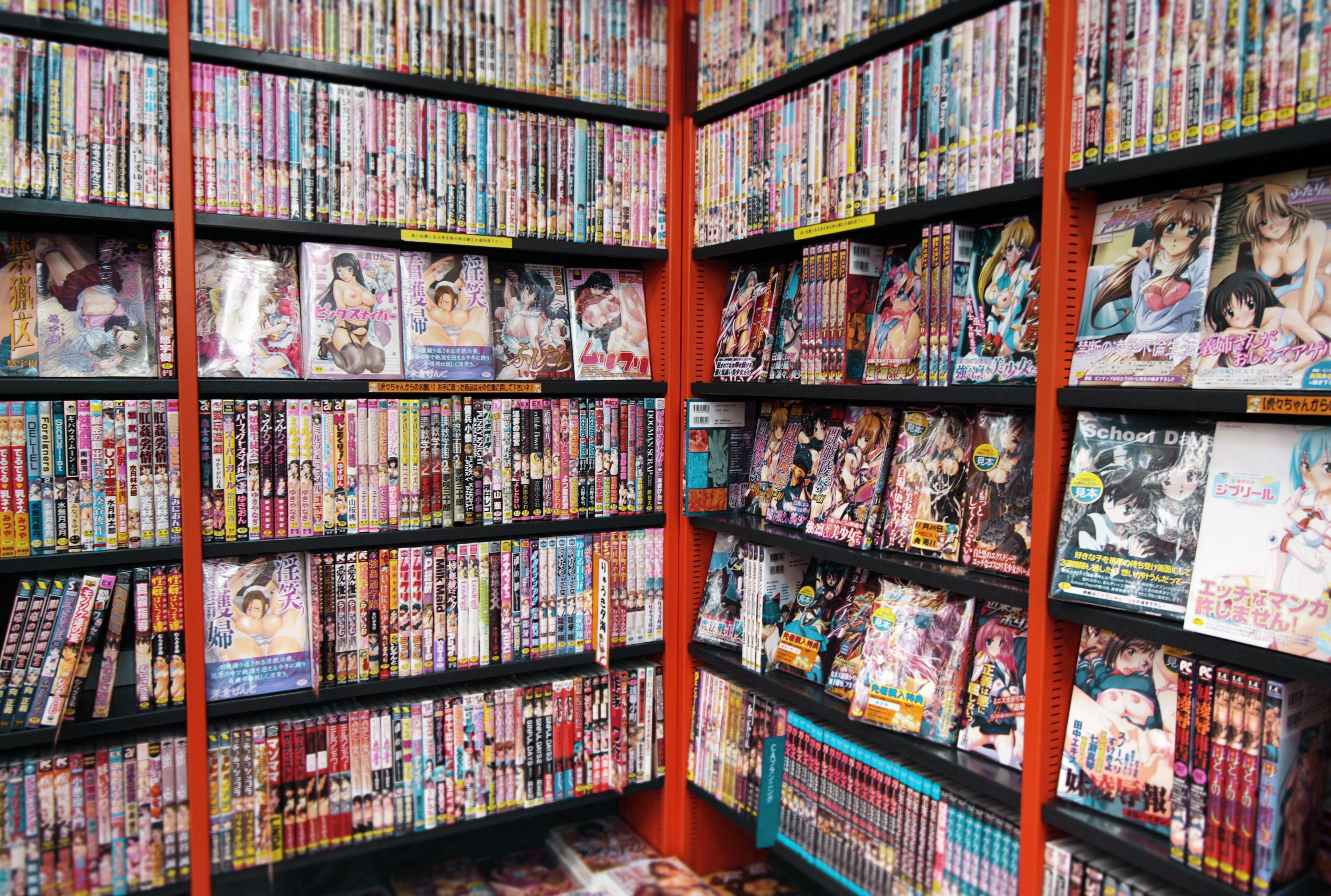
Полиці з хентайною манґою (Токіо, Японія)

Хента́й (яп. 変態, へんたい хентайⓘ укр. збочення) — різновид манґи, аніме, відеоігор та зображень, основним елементом яких є порнографічні сцени. Поява та розвиток хентаю обумовлена специфічно японським культурно-історичним ставленням до естетики та сексуальності.
У цьому значенні слово вкрай рідко вживається в самій Японії — зазвичай подібні твори там називають джюхачікін (яп. 18禁, «заборона на продаж особам до 18 років»).
Попри те, що історія японського мистецтва еротичної гравюри та малюнка (шюнґа) нараховує багато століть, хентай як окремий різновид аніме та манґи з'явився тільки наприкінці 70-х — у першій половині 80-х років XX століття.
Також, як і у випадку зі звичайним аніме, більшість аніме в жанрі хентай створені за мотивами манґи (у цьому випадку — хентайної манґи). Подібне аніме зазвичай не призначене для трансляції на телебаченні, тому випускається у форматі OVA та призначено для домашнього перегляду на відеокасетах, DVD, Blu-ray-дисках. Хентай також існує у формі доджінші — творів, які самостійно видаються своїми авторами.
Різновид аніме та манґи, який не належить до хентаю і приблизно відповідає традиційному поняттю еротика, називається еччі.
Порнографічні сцени, які обіграються в хентаї, подібно до решти порнографії, можуть бути різноманітного змісту та характеру. До окремих специфічніших для хентаю напрямків належать: гомосексуальні відносини (яой, юрі), ранні сексуальні відносини (шьотакон, лолікон), садистські та БДСМ-практики (ґуро, тентаклі, шібарі).
Попри порнографічну спрямованість, класифікувати хентай суто за змістом еротичних сцен помилково, оскільки в ньому часто виділяються сюжетні жанри — комедія, містика, фантастика, фентезі, романтика і т. д.
Через закони Японії творці хентаю, як і будь-яких інших продуктів, які містять порнографічні елементи, змушені піддавати їх частковій цензурі, зокрема, ретушувати статеві органи. Іноземні релізи аніме зазвичай не мають цензури, внаслідок чого часто користуються більшою популярністю, ніж оригінальні версії.

## Етимологія

Слово «хентай», написане ієрогліфами.

Вперше термін «хентай» був використаний в період Мейджі, коли цим словом позначали такі паранормальні явища, як телепатія та гіпноз. Цей термін використовувався тільки серед медичних спеціалістів та не мав сексуального підтексту. З 1917 року це слово почали широко використовувати в японських медичних журналах, таких як Хентай шінрі (укр. Патологічна фізіологія).
Паралельно з фізіологією слово хентай увійшло і до сексології під виглядом терміну хентай сеійоку (укр. патологічні сексуальні бажання). Це словосполучення почало широко вживатися після 1894 року, коли воно з'явилося в японському перекладі праці німецького сексолога Ріхарда Крафт-Ебінга Статеві психопатії (Хентай сеійоку шінріґаку).
Подальшій популяризації хентай сеійоку сприяло використання цього терміну в працях японського лікаря та письменника Морі Оґаі, а також в таких популярних працях з сексології періоду Тайшо, як Хентай сеійоку Савади Дзунджіри та роботах Хабуто Еїджі.
В 1920-х роках, зі зростанням інтересу японського суспільства до теми нетрадиційних сексуальних практик, словосполучення хентай сеійоку почало вживатися не тільки в спеціалізованій медичній літературі.
Після Другої світової війни термін хентай видозмінився. Його стали використовувати як окреме слово та записувати не канджі, а латинськими літерами чи катаканою.
З початку 1950-х років слово хентай поступово витісняється абревіатурою H або еччі, яке стало позначати звичайний секс. У той же час, як термін, хентай позначав збочені бажання.
Зараз слово хентай вкрай рідко вживається в самій Японії — зазвичай подібні твори там називають джюхачікін (яп. 18禁- заборона на продаж особам до 18 років).

## Історія

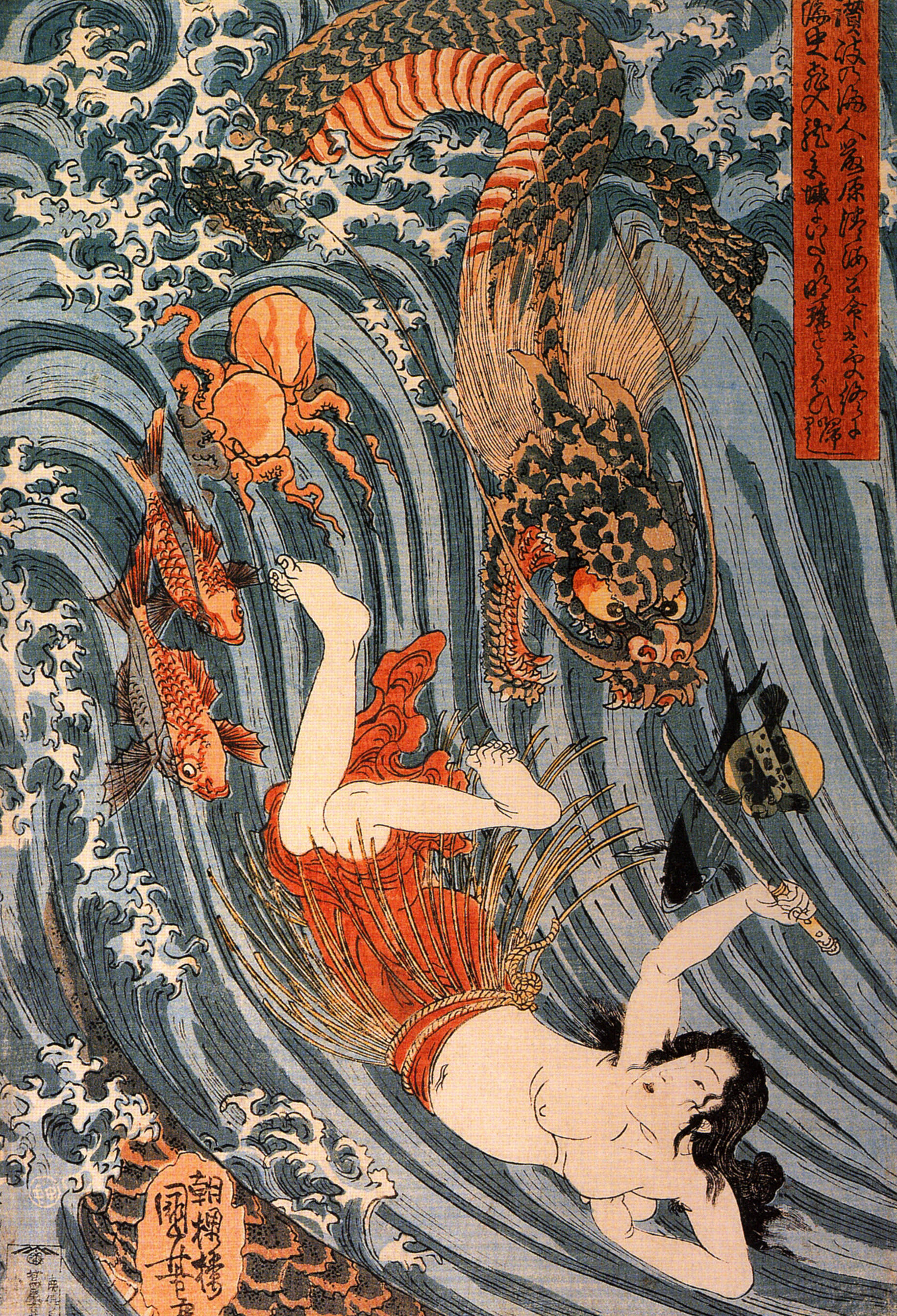
Таматорі викрадає коштовності Короля Драконів (Утаґава Кунійоші, укійо-е, перша половина XIX ст.)

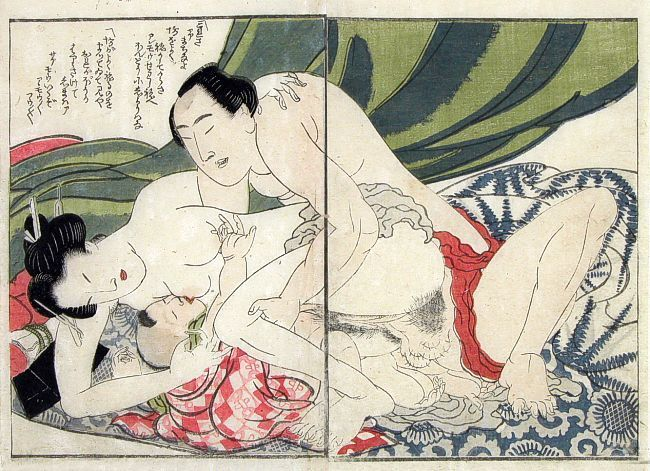
Сімейні цінності (Янаґава Шіґенобу, шюнґа, близько 1820 року)

### Передісторія
Історія японського мистецтва еротичної гравюри та малюнка нараховує багато століть. Вже перші настінні малюнки середини I тисячоліття н. е. містили в собі виразні сексуальні мотиви. Деякі з них малювалися для домашнього вжитку, инші — для релігійних цілей. Адже відомо, що в Японії були поширені так звані фалічні культи, які використовують в обрядах зображення фалосів — чоловічих статевих органів. Сільськогосподарські свята, пов'язані з цією символікою, проводяться споконвіку і не зникли до нашого часу.
Одним з попередників сучасної хентайної манґи вважаються відверті еротичні гравюри на дереві шюнґа — «весняні картинки», які широко відомі у всьому світі. Шюнґа і аналогічні книги та гравюри активно створювалися в Японії за часів шьоґунів Токуґава (1603–1867), оскільки пригодницька та еротична творчість тоді повністю замінила заборонену політичну. На гравюрах фігурували не тільки гейші та популярні актори, автори шюнґи зображували порнографічні сцени, де персонажі з перебільшено величезними статевими органами приймали найрізноманітніші позиції, вступали в статеві акти з демонами чоловічої та жіночої статі, привидами, тваринами. Оригінальність сюжетів віталася і була важлива через високу конкуренцію на ринку.
Також у цей період виникає інтерес до жанру побутового роману кібьоші, сюжети в якому часто мали еротичний характер. За формою кібьоші були оповіданнями в малюнках з короткими текстовими поясненнями.
Зараз публікація цих творів мистецтва в Японії заборонена цензурним законодавством. Ці закони було прийняті в 1890 році в результаті реформ періоду Реставрації Мейджі, коли Японія почала перебудову на західний зразок. Засновано нове законодавство було на кримінальних кодексах Пруссії та Великої Британії, у той час надзвичайно пуританських.
Хоча багато що з японських законів було переписане американцями після капітуляції Японії в Другій Світовій війні, але 125-а стаття Кримінального Кодексу залишилася. Попри значні зміни в суспільній свідомості, скасувати або змінити її японці поки не можуть, хоча окремі спроби порушувати застарілий закон і робляться.

### Виникнення хентаю

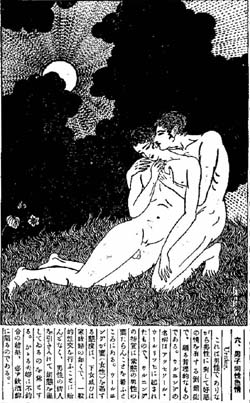
Зображення гомосексуальної пари (журнал хентай шіруо, номер за січень 1928 року)

На початку XX століття в японському суспільстві зріс інтерес до нетрадиційних сексуальних практик. В 1920-х роках японська сексологія переживала свій розквіт. Крім робіт японських вчених з'явилось багато перекладів відомих західних науковців, в тому числі — Зигмунда Фройда. Саме в цей час з'явився термін ероґуро, тобто еротична гротескна нісенітниця. Кінець 20-х років, за висловом Мацудзави Ґоічі, став справжнім хентайним бумом. У відповідь на зростаючий інтерес суспільства до цієї теми в японській літературі з'являється велика кількість еротичних та порнографічних творів.
Але з початку 1930-х років, зі зростанням цензури, порнографічна література занепадає та йде у підпілля. Тільки у післявоєнний час відбувається її відродження.
Наприкінці 1960-х років, після сексуальної революції в Японії, починається другий бум хентайної літератури.
Сучасний же хентай отримав свій розвиток лише в 1970-х роках, коли манґа почала комерціалізуватися, а читацька аудиторія, яка встигла полюбити її в дитинстві, — дорослішати.
Щоб знову привернути читачів, манґаки стали включати в свої роботи елементи еротики та криваві сцени.
У 1968 році корпорація Shueisha готувала до випуску свій перший журнал манґи Shonen Jump, який повинен був скласти конкуренцію іншим виданням від конкуруючих компаній (Shonen Magazine від Kodansha та Shonen Sunday від Shogakukan). Одним з перших авторів нового журналу став Ґо Наґай, чия еротична комедійна манґа Harenchi Gakuen (1968–1970) (букв. Безсовісна школа) моментально стала хітом та збільшила тиражі Shonen Jump до мільйона примірників. Ґо Наґай ж став першопрохідцем в жанрі еччі, справивши величезний вплив на світ манґи і на японське суспільство. Попри те, що за сучасними стандартами зміст Harenchi Gakuen вважається цілком невинним, свого часу вона зазнала суворої критики за вульгарний сюжет та зайву відвертість і спричинила протести батьків, жіночих асоціацій та батьківських комітетів. Деякі батьки навіть влаштовували її публічні спалення. Показ однойменного аніме, знятого за манґою, у деяких регіонах країни був заборонений.

### Золота доба аніме
1980-ті роки називають «Золотим століттям» аніме. 1984 року з'явилися перші еротичні OVA-серіали — Lolita Anime (1984) та Вершки першої ночі (Cream Lemon, 1984–1986).
Останній серіал став особливо популярний, оскільки поєднував секс та еротику з пародіями на популярні манґа- та аніме-серіали. Більша частина його серій не була об'єднана персонажами та сюжетами і становила окремі новели різних жанрів з однією загальною умовою — мінімум один статевий акт. Крім різноманітності сюжетних мотивів, у серіалі була представлена велика частина відомих статевих збочень, переважно з ухилом в лесбійських та садомазохіський секс.
Вершки першої ночі так добре продавалися, що, крім серіалу-продовження, був випущений ще цілий ряд побічних OVA, включаючи «полегшену» версію для юної аудиторії.
Слово «лимон» стало загальним позначенням для аматорських пародій, де задіюється сексуальна тематика.
Наступною значною подією у світі порнографічного аніме став OVA-серіал Хлопець-волоцюга — Легенда про Надлюдину (Urotsukidoji Choujin densetsu, 1987–1989) режисера Хідекі Такаямі за мотивами манґи Тошіо Маеди. В цьому серіалі заплутаний та містичний сюжет поєднувався з сценами оргій людей та демонів. У цьому творі Тошіо Маеда вперше створив еротичну сцену за участю величезних щупалець — «тентаклей». Цей концепт став надзвичайно популярним у США та Європі. Більш того, в уявленні західного глядача тентаклі найчастіше символізують хентай як явище.
Саме цей OVA-серіал сформував естетику містичного хентаю (еротики та порнографії) як самостійного жанру (а не пародії на вже існуючі жанри) і вчергове відкрив полеміку про те, чи може відверте зображення статевого акту мати художню цінність.
У наступні роки, втім, експерименти такого роду більше не повторювалися. Хентай зайняв чітко окреслену культурну нішу, його сюжети суттєво спростилися, хоча і не зникли, як це сталося після приходу відео у світ акторської порнографії.
У 1980-х роках з'являється жанр шьотакон. Психолог Тамакі Сайто вважає, що спочатку шьотакон був піджанром яою.

### Сучасність
Коли на початку 1990-х років відбулося світове відкриття японської відео-анімації, хентай відразу став широковідомим та популярним, оскільки подібного за відвертістю та якістю графіки в США та Європі не було.
Відіграв тут свою роль і маркетинговий фактор — ліцензії на порно-аніме можна було дешево купити, а потім — легко продати, рекламуючи небачене раніше, але цілком зрозуміле видовище, не перевантажене незрозумілими елементами японської культури.
Поширення Інтернету розвинуло цю ситуацію, оскільки хентайні картинки та відеофрагменти зайняли важливе місце у різноманітних еротичних галереях, створюючи у відвідувачів відчуття, що вся японська анімація — це мальована порнографія. Наслідки цього культурного шоку помітні і зараз.

## Цензура
Через закони Японії творці хентаю, як і будь-яких інших продуктів, які містять порнографічні елементи, змушені піддавати їх частковій цензурі, зокрема, ретушувати або затінювали статеві органи, іноді зображали їх символічно, наприклад, квіти та мушлі символізували вагіну, а змії, фрукти, овочі — пеніс. Ці тенденції набули найбільшого поширення з 1990-х років. Ними пояснюється велика кількість нелюдських персонажів — монстрів, демонів, роботів, інопланетян, чиї геніталії зовні відрізняються від людських або розфарбовані в незвичайні кольори. Також художники почали зображати персонажів з мінімумом анатомічних подробиць та без лобкового волосся (діяла заборона на його показ), що призвело до розповсюдження в хентаї зовсім юних дівчат, майже підлітків, які на погляд європейця більш схожі на дітей. Це викликало спалах невдоволення, особливо в консервативній частині японського суспільства.

## Різновиди хентаю

### За змістом
Порнографічні сцени, які обігруються в хентаї, можуть бути різного змісту та характеру. Варіації напрямів досить обширні — від стандартного сексу та фансервісу до різного роду збочень (яой, юрі, шьотакон, лолікон та інші).

#### Гомосексуальні відносини

##### Яой

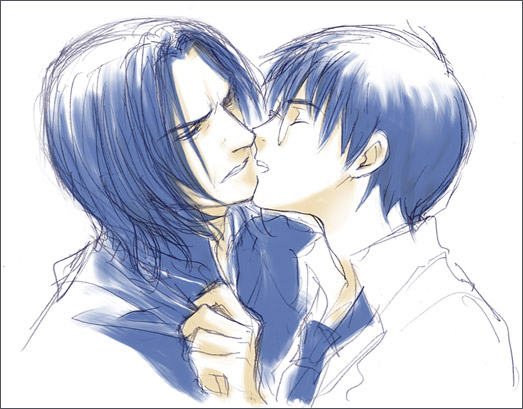
Персонажі Северус Снейп та Гаррі Поттер з серії Гаррі Поттер в типовому яойному сюжеті.

Серце Томаса (1974) — перша яойна манґа

Яой (яп. ヤオイ) — жанр манґи та аніме, який зображає гомосексуальні стосунки між персонажами чоловічої статі.
Само слово «yaoi» є акронімом від яп. 「ヤマなし、オチなし、意味なし」 (Yama nashi, ochi nashi, imi nashi), тобто — «Немає кульмінації, немає кінцівки, немає сенсу». Цей термін був створений наприкінці 1970-их років манґаками Саката Яасуко та Хацу Акіко та став популярним з 1980-их років. Це слово, особливо серед фуджьоші (жінок-фанаток яою), також часто розшифровується як Yamete, oshiri ga itai (яп. やめて お尻が 痛い, укр. Припини, мій зад болить!).
В Японії для позначення цього типу продукції часто використовується термін любов хлопців (яп. ボーイズラブ боідзу рабу).
Яой — суто японське явище, яке не має світових аналогів. Виникнення цього жанру шьоджьо-манґи пов'язане з тим, що традиційна японська культура вважала абсолютно неприпустимим для дівчини бути ініціатором романтичних відносин. Молода японка могла лише приймати чи не приймати чоловічі залицяння. Це істотно обмежувало художні можливості шьоджьо-манґи, для якої активна жіноча поведінка було особливо цікава.
Тому дві молоді манґаки Мото Хаґіо та Кейко Такемія в манзі Серце Томаса (1974) вигадали незвичайний вихід зі становища — зобразити як ініціатора романтичних відносин хлопця — пасивного гомосексуала, надавши йому жіночу зовнішність та характер. Адже чоловіча гомосексуальність ніколи не вважався в Японії особливо злочинним, а деякими класиками самурайської літератури (в тому числі і автором знаменитого трактату Приховане в листі Цунетомо Ямамото) навіть наголошувався обов'язковим елементом життя справжнього воїна.
В аніме яой, як окремий різновид хентаю, з'явився в 1987 році, коли вийшла OVA Пісня вітру та дерев (Kaze to ki no uta) за мотивами класичної манґи Кейко Такемії. На відміну від самої манґи, аніме культурною подією не стало, оскільки було лише ілюстрацією манґи, призначеної суто для її прихильників.
Яой принципово відрізняється від створеної на Заході жіночої художньої літератури про чоловічу гомосексуальність. Якщо такі письменниці, як Мергеріт Юрсенар або Карсон МакКаллерс зашифровували в описах чоловіків-геїв свою бісексуальність або лесбійство, то творці яоя «вписували» до нього нові соціальні відносини, які виникли в повоєнному японському суспільстві і не мають жодного відношення до «нестандартної» орієнтації. Тому абсолютно невірно називати яой ґей-манґою. Навпаки, деякі японські ґей-організації послідовно виступають проти нього як «спотворення реальних образів та поведінки японських гомосексуалів». Яой призначений майже суто для гетеросексуальної жіночої аудиторії.

###### ML
Манґа для гомосексуальних чоловіків в Японії називається ML (яп. メンズラブ мендзу рабу, Mens 'Love — «чоловіча любов») або Ґей коми (яп. ゲイ　コミ, англ. Gay comics). Серед західних читачів цей жанр знаний як бара (яп. 薔薇, Троянда).
Чоловіки в ML-манзі зображаються мужнішими, з великими м'язами, волоссям на грудях, вусами. Реалістичніше зображене повсякденне життя гомосексуальних чоловіків, наприклад, з'являються теми одностатевих шлюбів, ґей-парадів, камінґ-ауту. Разом з тим, автори ML частіше малюють порнографічні сцени та менше, ніж автори яою, уваги приділяють розвитку відносин між персонажами.
На заході ці роботи не видавалися та маловідомі, за винятком короткої манґи Kuso Miso Technique з еротичного журналу Barazoku, яка перетворилася на інтернет-мем завдяки безглуздому сюжету та нереалістичності.
ML-манґа публікується в таких журналах, як Barazoku (до його закриття в 2004 році), G-men, Bakudan та Gekidan, що випускаються видавництвом Furukawa Shobu.

##### Юрі

Наша біла кімната (1971) — перша юрійна манґа

Менш розвинутий напрямок шьоджьо-манґи, пов'язаний із зображенням лесбійських відносин, отримав назву юрі (яп. 百合 лілія). Також використовується термін шьоджьо-ай (яп. 少女 дівчина + яп. 愛 любов) чи просто дівоча любов (яп. ガールズラブ ґарудзу рабу).
Юрі бере свій початок в японській лесбійській літературі початку XX століття, зокрема, в роботах японської письменниці Йошії Нобуко.
Вперше тема жіночої гомосексуальності з'явилася в манзі Ямаґіші Руоко Наша біла кімната (1971), хоча популярність до жанру прийшла тільки після манґи Ікеди Рійоко Моєму дорогому брату (Onii-sama e…), яка вийшла в 1973 році. Характерно, що дія серіалу відбувалася в стінах закритої приватної школи. У таких же установах жили і герої перших яой-проєктів, тільки їх школи були чоловічими. Манґа Ікеди була перетворена на телесеріал тільки в 1991 році, коли в Японії з'явилися кабельні телеканали.
Якщо чоловіча гомосексуальність в яой стала вельми популярною темою манґи та аніме, то жіноча досі залишається малорозвиненою.
Як і у випадку з яоєм, хоча перші зразки жанру з'явилися в комерційній манзі, назву напряму дали доджінші-проєкти. Після виходу в середині 1980-х книжного і ТБ-серіалу Брудна парочка ринок любительської манґи заполонили твори про любов головних героїнь серіалу — Кей та Юрі. Справді, хоча в оригіналі обидві були суто гетеросексуальні, їх тотальна невдача з чоловіками та нежіночні характери давали масу приводів для спекуляцій. Оскільки це була перша «епідемія» лесбійської доджінші, намальованих дівчатами для дівчат, то й напрям в цілому отримав назву «юрі» — на честь однієї з головних героїнь серіалу.
На відміну від чітко зорієнтованого на жінок яою, юрі як жанр є універсальнішим. Трапляються твори, орієнтовані як на чоловіків, так і на жінок. Жіноче юрі романтичніше та зосереджується перш за все на стосунках героїнь. Головні персонажки в ньому різного зросту та помітно різної зовнішності, більша увага приділяється обличчю, перш за все очам, ніж фігурі. Юрі для чоловіків перш за все показує сексуальні стосунки жінок, героїні, як правило, приблизно однакового зросту та мають підкреслено жіночні форми — великі груди та широкі стегна.

#### Секс із дітьми

##### Шьотакон
Шьотакон (яп. ショタコン) чи шьота (яп. ショタ) — скорочення від Комплекс Шьотаро (яп. 正太郎コンプレックス) — жанр хентаю, який зображає романтичні та сексуальні відносини за участю хлопчиків.
Найчастішими темами шьотакону є гомосексуальні відносини між хлопчиками та між хлопчиком і чоловіком. Иноді (відносно рідко) зустрічаються роботи, які зображають гетеросексуальні відносини між хлопчиком та дорослою жінкою.
Вельми часто тематикою шьотаконних робіт є хлопчики, які одягаються та поводяться, як дівчата.
На відміну від яою та шьонен-ай, цільовою аудиторією шьотакону є чоловіки, переважно так звані бойлавери (англ. boy хлопчик, хлопець англ. love любити), а не дівчата та жінки, тому шьотакон менш орієнтований на драматичні моменти, а більше направлений на фізіологічні, хоча грані між шьотаконом і яоєм дуже розмиті (часто трапляються роботи в жанрі шьотакон, витримані в традиційній яойній стилістиці).
Назва жанру походить від імені головного героя Шьотаро манґи Йокоями Міцутеру Залізна людина#28 (1956–1966), а сам жанр став популярним з початку 1980-их років.

##### Лолікон

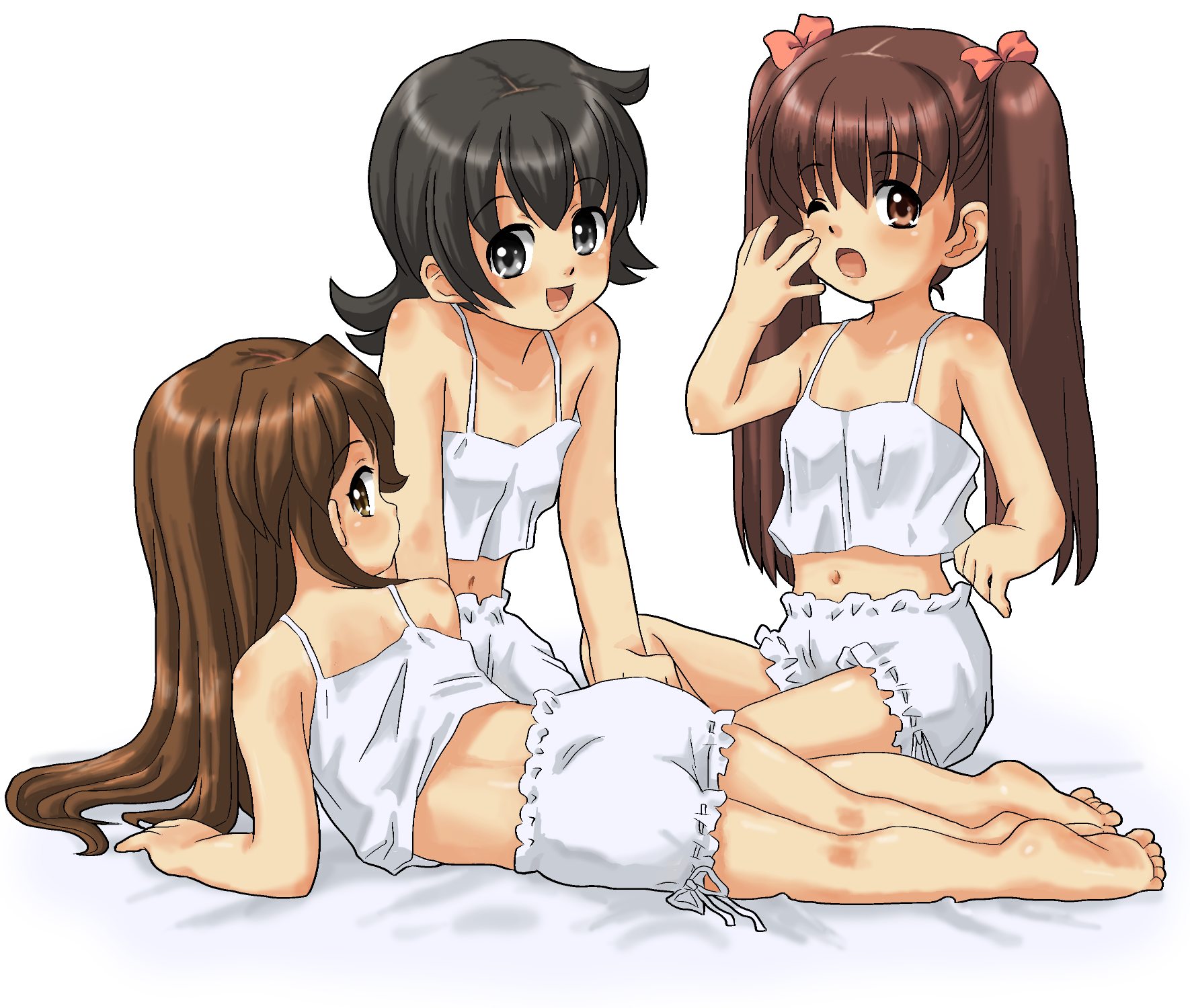
Типові лолі-персонажі

Лолікон (яп. ロリコン рорікон) — японська назва комплексу Лоліти.
Слово ロリコン в японській мові означає педофілію, однак в інших мовах використовується як назва жанру аніме та манґи, які містять еротичні або романтичні сцени за участю маленьких або очевидно неповнолітніх дівчат.
В Японії для позначення аніме та манґи цього жанру використовується просто слово «Лоліта», наприклад, «Лоліта-аніме» або «Лоліта-доджінші». У слова «Лолікон» є також скорочена форма: «Лолі» (яп. ロリ), широко розповсюджена як в Японії, так і за її межами.
Термін комплекс Лоліти вперше з'явився в Японії на початку 1970-их разом з перекладом на японську книги Русселла Треінера Комплекс Лоліти. В манзі цей термін був вперше використаний у творі Вади Шінджі Битви на капустяному полі (1974). Але по справжньому популярним цей жанр став на початку 1980-их після робіт Адзуми Хідео. Його твори, зокрема Машина, що прийшла з моря (1982), здобули шалену популярність, особливо серед школярів.
Лолікон у чистому вигляді є різновидом хентаю, але часто це поняття вживається і у відношенні до інших аніме, особливо жанру еччі, де еротична привабливість дівчат для глядача досягається за допомогою показу романтичних відносин та фансервісних сцен.
Вперше лолікон, як жанр анімації, з'явився в серії анімаційних фільмів під загальною назвою Лоліта аніме, яка була випущена в 1984–1985 роках студією Wonder Kids.
Майже одночасно зі студією Wonder Kids студія Nikkatsu Video випустила серію з трьох аніме, яка також мала назву Лоліта аніме і являла собою екранізацію творів манґаки Учіями Акі.
Перше аніме з цієї серії — Обуоко Акі-тян (яп. おビョーキ亜紀ちゃん) — являє собою сюрреалістичну історію, яка відбуваються всередині свідомості педофіла, і є першим хентайним аніме з тентаклями.

#### Садистські та БДСМ-практики

##### Ґуро
Ґуро або Ероґуро (яп. エログロ) — різновид хентаю, який характеризується наявністю еротичних сцен з розчленованими або випатраними тілами, канібалізмом, відрізанням кінцівок, збоченими вбивствами, некрофілією та іншим.
Термін ґуро — скорочення від англ. erotic grotesque nonsense (укр. еротична гротескова нісенітниця).
Історія ґуро не менш старовинна, ніж історія хентаю. Традиційна японська мальована еротика часто має в собі елементи ґуро, так, наприклад, роботи Цукіоки Йошітоші, який творив в середині 1890-х років, містять у собі різні елементи насильства, а малюнки Ютаґави Кунійоші — поєднують сцени насильства, зґвалтувань та инше.
Термін ґуро вперше з'явився в японській літературі початку XX століття. Друге дихання жанр здобув після Другої світової війни.
Зараз ґуро — елемент багатьох японських фільмів жаху.

##### Тентаклі

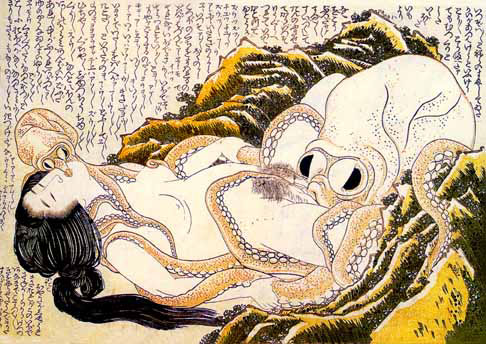
Восьминіг і пірнальниця (Кацушіка Хокусай, гравюра, 1820).

Тентаклі або сокусу ґоукан (яп. 触手強姦) — концепт, винайдений в хентаї, коли різноманітні створіння зі щупальцями (це можуть бути як восьминоги чи кальмари, так і фантастичні тварини) ґвалтують жінок, инших тварин, футанарі чи, що рідко трапляється, чоловіків. Цей концепт дуже популярний в хентаї та навіть часто є об'єктом пародії.
Створіння з тентаклями з'являються в японській еротиці задовго до появи аніме та манґи. З ранніх робіт на цю тему найвідоміші є ілюстрації Кацушіки Хокусая до новели Кіное но комацу, які були створені ним в 1814 році. Однак засновником сучасного жанру вважається Тошіо Маеда, чий твір Urotsukidoji (1986) приніс велику популярність хентаю з тентаклями. Сам автор пояснював, що вигадати фантастичну істоту з щупальцями як один із головних героїв його змусило японське законодавство, яке забороняє зображення відвертих сексуальних сцен між людьми, в той час як у вигаданого персонажа — демона — були відсутній людські статеві органи.
Першим хентайним аніме з тентаклями є Обуоко Акі-чян (1984), яке до того ж є одним з перших лолікон-аніме.

##### Шібарі
Шібарі (яп. 縛る шібару — зв'язувати, прив'язувати; арештовувати) — японський стиль естетичного бондажу. На практиці переважно використовуються мотузки. Особливостями є підвищена складність та естетичність обв'язок.
Шібарі, як техніка зв'язування, походить від техніки бойового зв'язування ходзодзуцу, яке виникло в Японії в XV–XVI століттях. Проте як естетико-еротичної практики шібарі сформувалася тільки в середині XX століття.
До того часу належить поява в післявоєнній Японії шоу в стилі театру Кабукі, яке спеціалізувалося на естетичному зв'язуванні. Для постановок «театру шібарі» була характерна найвища складність обв'язок, яка поєднувалася з успадкованим від Кабукі театральним дійством.
В наші дні шібарі застосовується в еротико-естетичному мистецтві та як складова частина БДСМ.
В аніме та манзі важко визначити конкретний жанр, де використовується шібарі. Прояви цього стилю можна знайти в багатьох хентайних творах, особливо в садистських та БДСМ.

### Інші критерії

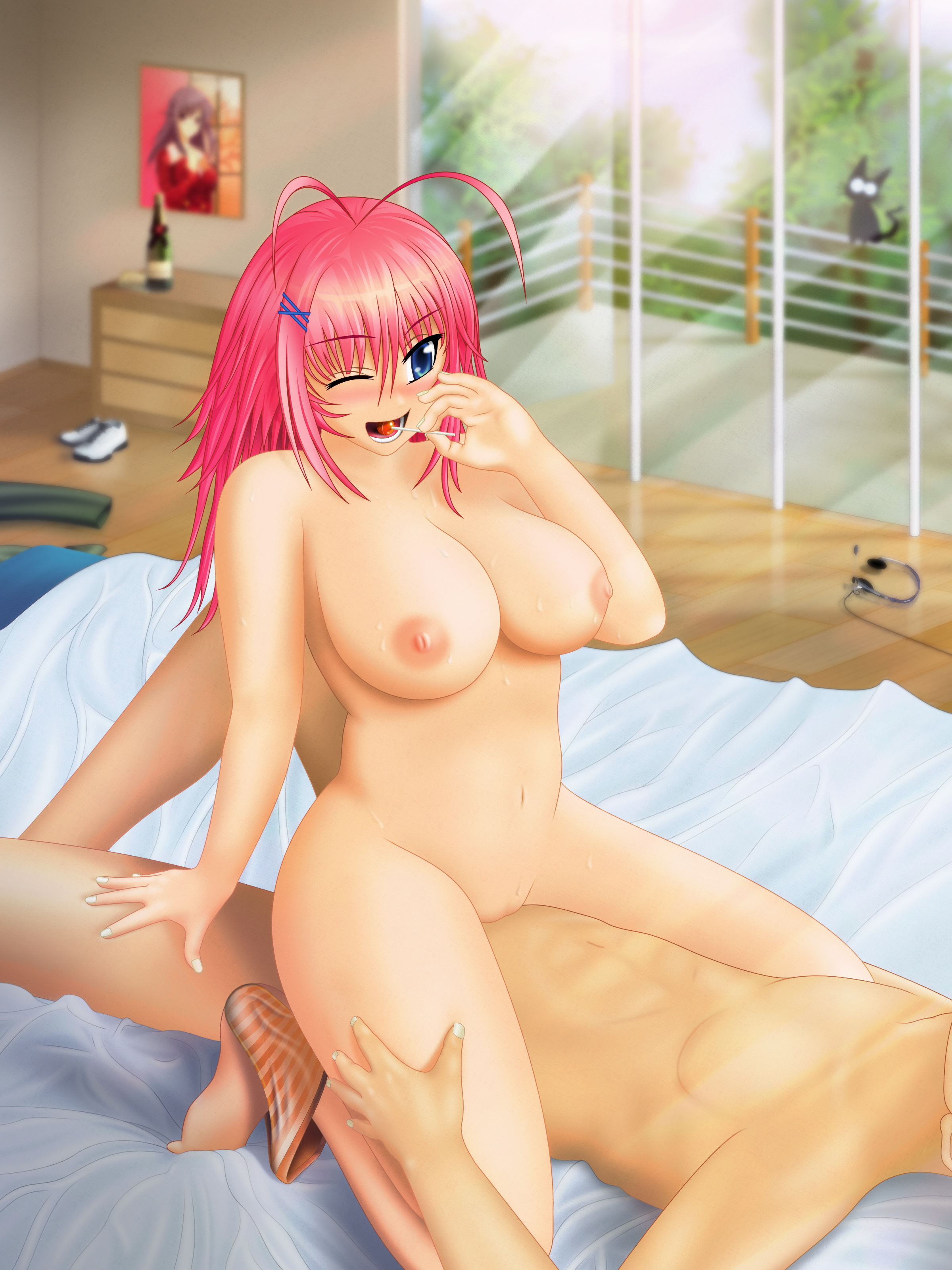
Приклад бакуню — зображення жінки з грудьми величезного розміру

Класифікувати хентай тільки за змістом еротичних сцен було б помилково, оскільки так само, як і в будь-якому іншому аніме, в хентаї можна виділити комедії, містику, фантастику, фентезі, романтику і таке інше. Найпопулярніші жанри — фентезі, романтика та наукова фантастика.
Також хентай за віком цільової аудиторії можна розділити на дві основні групи — хентай для підлітків та хентай для дорослих. Звичайно, багато дорослих продовжують читати підліткову манґу і у вельми солідному віці.
Підліткова хентайна манґа орієнтована на школярів старших класів і студентів. Її герої — теж школярі та студенти, які переживають вік першого кохання та труднощі перехідного періоду і роблять перші кроки в дорослому світі. Секс в підлітковій манзі грає хоча і значну, але підлеглу роль, а в основі сюжету лежать важливіші та складніші теми, ніж просто відвертий показ сексуальних актів.
Хентайна манґа для дорослих набагато простіша та утилітарніша. Вона не несе ніяких ідей і не обговорює жодних проблем, її мета — надати читачеві сексуальну насолоду. Сюжети в манзі для дорослих надзвичайно примітивні та схематичні, самі комікси — повністю орієнтовані на показ сексуальних сцен, часто вельми збочених. Стиль графіки сильно відрізняється від підліткової манґи, він тяжіє до фотореалістичності, жінки часто зображаються потворними.

## Хентай-додзінсі
Значний сегмент ринку любительських коміксів займає хентай-доджінші, часто суто відверта і збочена. За відсутністю кращих ідей, художники-початківці люблять привертати увагу до своєї продукції, зображаючи непристойні сцени за участю персонажів відомих творів. Такі переробки суперечать японському законодавству про авторські права, але компанії-правовласники рідко подають на порушників до суду. Виняток становлять випадки «особливого цинізму» (типовий приклад — хентай про «любов» Сатоші, головного героя ТБ-серіалу Покемони, та його покемона Пікачу).

## Журнали
В Японії публікується велика кількість журналів порнографічної манґи, що охоплюють різноманітні теми. У деяких є цензура.
У видавництві Akane Shinsha виходять журнали Comic Tenma (1998), Comic choiS! (2006), Comic Sigma (2006), Jukujo Monogatari (2004), видання лолікон-манґи Comic RIN, Hinakan Hi!, Comic LO (2002). «LO» у назві означає «Lolita Only» (англ. Тільки лолікон). Один з найвідоміших журналів лолікон-манґи в Японії — Lemon People, публікувався компанією Kubo Shoten з 1981 по 1998 роки. З цим виданням конкурували журнали Manga Burikko, Comic HOTMiLK, Melon Comic, Halflita.
Core Magazine публікує Bangaichi, Comic MegaStore, Comic MegaStore H, Comic Mega Plus, Comic HOTMiLK (2007), Comic Mega GOLD (2007), Comic Zero EX (2007). Інші видання включають GIGA 69 (видавництво Gentosha), Comic Pot та Futanarikko High! (Mediax), Comic Unreal (Kill Time Communication), Angel Club (Angel Shuppan), AYLA (Sanwa Shuppan), Comic Bazooka та Comic Penguin Club (Tatsumi Shuppan), Comic Hime Dorobou (Shobunkan), Hime-sakura (Fujimi Shobo), Comic Kairaku-ten та Comic Hanaman (Wanimagazine-sha), Mate (Issuisha), Comic Pheromone (Tokyo Sanseisha), Buster Comic і Comic Mujin (TI Net).
Серед журналів для жінок найбільшою популярністю користуються щомісячний Comic Amour та яойний June, який виходить з 1978 року. Наприкінці 1990-х років наклади June становили від 80 до 100 тис. примірників, а коштував він удвічі дорожче за будь- який інший журнал манґи. Видання стало таким популярним, що сама його назва «june» (яп. ジュネ, джюне) перетворилася на синонім до слова «яой». Comic Amour, у свою чергу, коштує дешевше, однак наклади його складають близько 450 тис. копій щомісяця. За словами головного редактора журналу Масафумі Мідзуно, для роботи вони запрошують авторів-жінок, тому що вони краще розуміють запити аудиторії: читачки, на його думку, не люблять надто прямолінійні сюжети, тому навіть в еротичній манзі для них важливо надати психологічну основу зв'язку між героями, показати динаміку у відносинах. У цілому, сюжети й тематика в жіночої та чоловічої еротичної манзі практично ідентичні.

## Відеоігри
Ероґе (яп. エロゲ) — японські еротичні ігри. В Європі отримали популярність лише наприкінці XX — на початку XXI століття, коли з'явилися такі компанії, як Peach Princess та JAST USA, які займаються перекладом та розповсюдженням цих ігор в США та Європі.
Ігри випускаються практично у всіх жанрах та на різноманітні теми: транссексуальність (Yin-Yang! X-Change Alternative), жахи (Animamundi: Dark Alchemist), людські жертвоприношення (Bible Black), історичні події (Enzai: Falsely Accused), інцест (Hitomi: My Stepsister), садомазохізм (Zettai Fukuju Meirei) та інші.

## Дискусії навколо хентаю
На відміну від порнографії за участю реальних дітей, японське законодавство ніяк не регулює зміст аніме та манґи, в яких присутні відверті зображення або сцени сексуального характеру за участю дітей. Представник Комітету сприяння ЮНІСЕФ Японії заявила, що недосконалість японського законодавства перешкоджає міжнародним зусиллям у боротьбі з дитячою порнографією. Пропозиції реформувати законодавство надходили і від японського Товариства захисту дітей. Проте коли у лютому 2010 року було запропоновано зробити поправки до законодавства, проти цієї ініціативи висловилася ціла плеяда популярних авторів — Міцуру Адачі, Руміко Такахаші, Такао Сайто, Ясухіро Найто та інші — і практично всі великі видавці манґи, включаючи компанії Akita Shoten, Kadokawa Shoten, Kodansha, Shueisha, Futabasha.
До ероґуро ставлення уряду багатьох країн, у тому числі й Японії також негативне. Тематичні сайти закриваються, анімація, і спеціалізовані журнали обмежені в аудиторії, яка може їх придбати. Прихильники цього жанру стверджують, що фантазії на дану тему можуть допомогти усунути напругу в реальному житті та відносяться до «невинного фетишизму».
У США в 2008 році відбулося слухання справи проти громадянина штату Айова, який звинувачувався в зберіганні хентайної манґи. У Шотландії брати, у яких виявили продукцію відповідного змісту, були засуджені до тримісячного ув'язнення за зберігання «дитячої порнографії». В Канаді в 2005 році відбувся судовий процес над чоловіком, який імпортував лолікон-манґу, хоча його вирок було пом'якшений тим фактом, що в його домі не було виявлено фотоматеріалів та порнографії за участю справжніх дітей.
В таких країнах, як Канада, Австралія, Нова Зеландія, Швеція, Філіппіни, Ірландія та Україна лолікон та шьотакон визнані видом дитячої порнографії та заборонені законодавством.
В Україні це питання регулюється законом «Про захист суспільної моралі» та факультативним протоколом до «Конвенції про права дитини щодо торгівлі дітьми, дитячої проституції і дитячої порнографії».
Хентай, зокрема, жанри шьотакон та лолікон, постійно породжують дебати про дитячу порнографію та допустимість її зображення навіть у анімаційному вигляді. Більш того, противники цих жанрів хентаю стверджують, що відверті зображення малолітніх можуть стати причиною сексуального насилля над дітьми. Хоча доказів такого взаємозв'язку немає, немає також доказів, які б підтверджували протилежне.
Захисники хентаю пояснюють свою позицію тим, що в аніме та манзі присутні лише намальовані персонажі, а не реальні люди, більш того, хентай є, на їхню думку, видом мистецтва.
Дослідник Роланд Кілтс вважає, що терпимість до лолікону та шьотакону закладена в японських традиціях, згідно з якими в Японії цінується свобода людської фантазії та право на її вираз:

| Секс дорослих зі школярками знаходиться під забороною, але абсурдно заперечувати, що подібні ідеї часом приходять в голову деяким людям[109]. |
Однак згідно з опитуванням, проведеним урядом Японії в 1997 році, 86 відсотків японців вважають, що порнографічні аніме та мальовані ілюстрації із зображенням дітей повинні враховуватися в законодавстві.
Інтерес сексологів в хентаї викликає зображення жіночого персонажа, якого часто примушують до сексуальних відносин або в інший спосіб ставлять у принижене становище. На відміну від західної порнографії, де чоловік та жінка, як правило, отримують взаємне задоволення, у хентаї розповсюдженими жіночими фразами є «Мені боляче» та «Ні!», а відчуття, яке зазвичай відчуває героїня, — сильний сором.
На думку професора Сюзан Неп'єр, проблема домінування та підпорядкування в хентаї лежить в складних взаємовідносинах статей у японському суспільстві, де чоловіки й жінки борються за своє місце на ієрархічній драбині, і «чоловіки не завжди виявляються на самому верху». У хентаї, зауважує Неп'єр, чоловічі герої бувають двох типів: «комічний спостерігач», інфантильний та пасивний, і «втілення демонічного фалоса». Найсильніші чоловіки є не людьми, а демонами. Вона також пише:
| Найчастіше жіноче тіло і справді розглядається як предмет, який можна розглядати, мучити і катувати, але є й інші сцени, де тіло жінки показано як могутня, майже непереборна сила природи[113]. |